# Pseudohadena banghaasi
Pseudohadena banghaasi är en fjärilsart som beskrevs av Bytinsky-salz 1937. Pseudohadena banghaasi ingår i släktet Pseudohadena och familjen nattflyn. Inga underarter finns listade.